# Keynesianisme
L'economia keynesiana o keynesianisme és la teoria econòmica ideada per John Maynard Keynes com a resposta a la Gran Depressió dels anys 1930. L'interès final de Keynes va ser poder dotar a les institucions nacionals o internacionals de poder per a controlar l'economia en les èpoques de recessió o crisi. Aquest control s'exercia mitjançant la despesa pressupostària de l'Estat, política que es va anomenar política fiscal. La justificació econòmica per a actuar d'aquesta manera sorgeix, sobretot, de l'efecte multiplicador que es produeix davant un increment de la demanda agregada.
Keynes refutava la teoria clàssica d'acord amb la qual l'economia, regulada per si sola, tendeix automàticament al ple ús dels factors productius o mitjans de producció (inclosos el treball i el capital). Keynes va postular que l'equilibri al que teòricament tendeix el lliure mercat depèn d'altres factors i no porta necessàriament a la plena ocupació dels mitjans de producció, és a dir, que els postulats bàsics de Smith (tal com varen ser formalitzades per Say) depenen d'una assumpció que no és necessàriament correcta o general.
En termes no tècnics, el liberalisme econòmic clàssic assumeix que quan es produeix un bé s'han produït també els mitjans per a la seva compra (en la mesura que per a produir-lo s'ha gastat diners, ja sigui en inversions de capital, compra de matèries primeres, sous, etc.). En aquesta situació la cosa racional és comprar (atès que mantenir diners sense ús no produeix beneficis. En tot cas, el possible estalvi d'alguns és equilibrat pels endeutaments d'algun altre). Segueix a més que per a fomentar creixement econòmic cal fomentar la producció: a més producció, més diners, més compres, etc. Així, a llarg termini, no sols tot el que es produïx és el mateix que tot el que es compra sinó que tots estan interessats que el sistema funcioni a màxima capacitat (s'assoleix un equilibri entre la producció i la demanda agregada que tendeix al màxim ús dels recursos).
Keynes va postular que en certes situacions és econòmicament racional no gastar diners. Per exemple, si els preus estan baixant, és racional no comprar avui perquè amb els mateixos diners es comprarà més la setmana que ve. Pel mateix motiu, disminuïx la quantitat de gent interessada a utilitzar préstecs (els estalvis d'altres): si els preus baixen, no solament es comprarà més la setmana que ve sinó que les taxes d'interès, sous, etc. seran menors. Igualment, una baixa de l'ocupació o dels salaris pot dur a una altra en la demanda i, per tant, a una baixa en la producció, que porta, al seu torn a més atur. Així, succeeix que l'economia estableix un punt d'equilibri nou on conviuen perfectament en una situació llunyana de la utilització òptima dels mitjans de producció. Específicament, en la dècada dels '30 del segle xx, durant la Gran Depressió, amb una alta taxa d'atur.
Formalitzant l'anterior. Keynes va postular l'equació del consum, C=Co+cYd, on C és el consum total, Co és el consum autònom (aquell consum que no depèn de l'ingrés), c és la propensió marginal a consumir (La PmgC és la variació del consum quan l'ingrés disponible varia en una unitat), i Yd (Yd=Yt-T+TR, on Yt és l'ingrés total, T són els impostos i TR són les transferències) és l'ingrés disponible.
A efectes pràctics, i per contrarestar l'espiral negativa dels '30, Keynes proposava que en moments d'estancament econòmic, l'estat té l'obligació d'estimular la demanda amb majors despeses econòmiques.
Teòricament, hi ha tres maneres per les quals l'Estat pot finançar aquestes despeses: 1.- Augmentar els impostos. 2.- Imprimir més diners i 3.- Endeutament fiscal (ús dels diners que la població està estalviant). Keynes va proposar finançar l'increment de la despesa fiscal a través de l'endeutament. L'altre costat d'aquesta política és que l'Estat ha de pagar aquest deute quan els seus ingressos augmentin, a causa de l'increment per ingressos d'impostos quan eventualment hi hagi un auge (fixeu-vos: aquest augment en els ingressos es deu a l'auge o expansió de l'economia, etc., no a un increment en la taxa d'impostos) En altres paraules, la proposta de Keynes és que l'Estat ha de jugar en general un paper contracíclic en l'economia: estimulant la demanda en moments de recessió i restringint-la en moments d'auge. D'aquesta manera, els cicles econòmics disminueixen i no es transformen en crisis.

## Consideracions polítiques
Dintre de la conjuntura històrica, econòmica i política, el keynesianisme —i els seus projectes conseqüents com l'Estat de Benestar i el desenvolupisme— van donar als dirigents mundials l'oportunitat de salvar la democràcia, l'existència de la qual va arribar a veure's amenaçada a causa de l'auge de les dictadures producte de la incapacitat del liberalisme clàssic de resoldre la crisi. A causa d'aquesta raó els principis del keynesianisme van ser aplicats d'una manera o altra en gran part dels Estats occidentals des del final de la Segona Guerra Mundial fins que en la dècada de 1970 l'estagflació, un nou tipus de crisi, va portar al seu qüestionament i el ressorgiment d'aproximacions clàssiques sota el neoliberalisme.
Si bé les repercussions politicoeconòmiques de Keynes i diversos dels seus partidaris són variades, alguns creuen que la idea del keynesianisme és salvar al capitalisme o mantenir-lo estable. Des del costat oposat, però potser amb la mateixa intenció i similars mecanismes retòrics, Keynes és descrit com "molt més que un keynesià. Sobretot va ser la figura extraordinàriament perniciosa i maliciosa que hem examinat en aquest capítol. Un encantador però ambiciós estatista maquiavèl·lic, qui personificava algunes de les tendències i institucions més malignes del segle vint
Potser des d'una visió un poc menys extrema, Waligosrky addueix que aquestes polítiques van ser adoptades: "com un resguard contra el poder del mercat per a soscavar les nostres institucions polítiques i socials més valuoses. ..(..).. un mercat totalment lliure és definitivament no el millor per a una democràcia, un mercat sense regulacions no garanteix justícia ni prosperitat..."
Des del punt de vista del mateix Keynes, i en l'àmbit de l'Economia política el punt central de la seva teoria es basa en una percepció derivada tant de Karl Marx com de Schumpeter. Ambdós pensadors consideren que la crisi és, en el mitjà i llarg termini, una part intrínseca del sistema capitalista (i que eventualment el destruiran) Ambdós pensadors permeten llavors a Keynes suggerir que el sistema delineat per Adam Smith sols pot referir-se a una etapa i moment específic en el qual el capitalisme s'estava desenvolupant però que en general, aquest desenvolupament no pot existir sense la crisi i no pot donar prosperitat en un lloc si és que no està explotant en algun altre. Irònicament, el keynesianisme podria retornar l'acusació que els partidaris de l'Escola Austríaca li fan "podríem resumir la tesi de Henry Hazlitt que les fal·làcies i els errors econòmics provenen de fixar la nostra atenció en els efectes que una mesura econòmica té a curt termini i sobre un reduït sector."
Però tal resposta, a pesar de ser correcta, podria potser dur a un equívoc: si vam acceptar que les crisis són part inherent del capitalisme, l'eliminació d'elles demanda mesures que vagin més enllà que aquest sistema. En les seves paraules "sols l'Estat pot restaurar els equilibris fonamentals", i la participació de l'Estat implica un moviment cap al socialisme. El problema —almenys per a alguns— és que d'una banda es desitja que aquesta transformació sigui democràtica i per l'altre, creu que per a això es necessita un nivell de comprensió i control sobre l'economia que en el seu temps almenys no existia. El canvi del sistema de propietat dels mitjans de producció no és suficient per resoldre els problemes de l'economia. Keynes va dir en 1926, com resposta a la proposició dels qui deien, que calia la "insurrecció proletària": "Ens cal, més que normalment, un esquema coherent... Tots els partits polítics tenen els seus orígens en idees del passat, no en noves i cap més notòriament com els dels marxistes. No és necessari debatre les subtileses del que justificaria a un home per a promoure el seu evangeli per la força, perquè ningú té aquest evangeli. La pròxima moguda és amb el cap, però primer cal esperar Keynes no pot pensar d'altra manera. Si la percepció que la descripció de Smith i les formalitzacions posteriors corresponen a un moment i lloc particular és correcta, segueix que les lleis generals de l'economia, especialment la "enginyeria econòmica" (aquesta branca que es refereix a les decisions pràctiques, del dia a dia, empresa per empresa, etc.) estan per descobrir-se (vegeu, per exemple, el debat sobre el càlcul econòmic en el socialisme i Càlcul econòmic (propostes socialistes de solució)).
La proposta que Keynes eventualment va produir -anomenada socialista i sinistra pels partidaris de l'Escola Austríaca és l'eliminació del poder de l'escassesa dels diners, situació usada i exacerbada, en la seva opinió, per l'acció dels "rentiers" (especuladors, financers o capitalistes) a través de l'acumulació que els permet demandar altes taxes d'interès pel seu ús, el que duu, en la seva opinió, al "poder progressivament opressor dels capitalistes per a explotar el valor de l'escassesa del capital" (vegeu cita anterior). Aquesta eliminació es basa en dues mesures fonamentals: l'abandó definitiu de l'or com moneda i el seu reemplaçament amb el sistema de divisa moderna, que es podria anomenar diner fiduciari però que pot ser vista com un pas cap a la concepció dels diners com unitat de compte. L'altra mesura complementària va ser posar el rol d'emissor dels diners i control sobre la Taxa d'interès en l'estat a través del banc central. Aquestes propostes van ser generalment adoptades a escala mundial amb posterioritat a la Segona Guerra Mundial a nivell dels països, però el seu corol·lari lògic (l'adopció d'un sistema monetari comú independent dels governs individuals) no ho va ser (vegeu Acords de Bretton Woods).
En l'actualitat alguns partidaris del neoliberalisme advoquen per la tornada al patró or. Alan Greenspan, per exemple, al·lega que "un antagonisme gairebé histèric cap al patró or uneix a tots els estatalistes. Semblen adonar-se, tal vegada amb major claredat i subtilesa que molts liberals, que l'or i la llibertat econòmica són inseparables, que el patró or és un instrument del laissez-faire, i que cadascun implica i requereix l'altre. (curiosament, al fer això semblen oblidar que von Mises en la seva critica a Keynes suggereix que "Els diners és solament el mitjà d'intercanvi generalment emprat"). Per a ells, la decisió de Bretton Woods no va ser una falla del socialisme i la imposició dels interessos dels EUA sinó resultat d'una conspiració encara pitjor del comunisme: l'autor de la posició dels EUA en aquestes discussions va ser l'economista Harry D. White, qui "no era un apassionat del liberalisme a ultrança. Molt al contrari, ja en la dècada de 1940, el FBI el va investigar per col·laboració amb el Partit Comunista nord-americà. De fet, documents interns de la KGB que van sortir a la llum en 1999 han desvelat que White era un dels més importants actius de la Unió Soviètica als Estats Units. Aquest va ser el pare de la criatura" Aparentment així com alguns redueixen tot a través d'una "anàlisi de classes" a una conspiració burgesa, uns altres ho redueixen, a través de l'anàlisi de les teories de conspiració, a l'acció del "estatisme".